# Ovince St. Preux
Ovince Saint Preux (Miami, 8 de abril de 1983) é um lutador profissional de artes marciais mistas, atualmente compete no Peso Pesado do Ultimate Fighting Championship.

## Background
Saint-Preux nasceu em Nápoles, Florida, e seus pais são imigrantes do Haiti. Ele participou da Immokalee High School, em Immokalee, Florida, onde ele lutou wrestling, foi o jogador defensivo na final da equipe de futebol, e praticou corrida. Como um wrestler, ele compilou um cartel de 26-1, e foi vice-campeão do estado em sua categoria de peso. Durante seu último ano no futebol, ele registrou 75 tackles, incluindo um recorde na sua escola, de 18 sacos, e foi nomeado All-State. Na pista, ele competiu nos 110 metros com barreiras, obstáculos de 300 metros, lançamento de disco e no revezamento 4x400.

## Carreira no MMA
Ovince faz sua estréia profissional no MMA no VFC 1 - Vengeance Fighting Championship contra Rodney Wallace, onde ele perdeu por decisão. Em sua segunda luta no MMA, ele sofreu outra derrota por decisão. Sua luta seguinte foi contra Robert Turner onde ele venceu por nocaute com um chute na cabeça no XFC 7 - School of Hard Knox. St. Preux foi finalista para o Finalização do Ano de 2009 do Inside MMA com uma chave de panturrilha contra Ombey Mobley, mas foi derrotada pelo triângulo reverso de Toby Imada.

### Strikeforce
Em Junho de 2010, Ovince assinou um contrato multi lutas com o Strikeforce. Sua estréia no evento foi contra Chris Hawk no Strikeforce: Nashville, onde ele venceu por nocaute técnico no primeiro round.
Após nocautear o veterano do UFC Jason Day em oito segundo fora da organização do Strikeforce, ele retornou para lutar contra Antwain Britt em sua segunda luta no Strikeforce no evento da ShoMMA Strikeforce Challengers: Wilcox vs. Ribeiro. Ele venceu a luta por decisão unânime.
Ovince retornou a ação menos de um mês depois de sua vitória sobre Britt para lutar contra o veterano do UFC e Strikeforce Benji Radach no card principal do Strikeforce: Henderson vs. Babalu II. St. Preux derrotou Radach por decisão unânime.
St. Preux competiu em sua terceira luta no Strikeforce menos de sete semanas após sua última luta e enfrentou Abongo Humphrey em 7 de Janeiro de 2011, no Strikeforce Challengers: Woodley vs. Saffiedine. Ele venceu a luta por decisão unânime.
St. Preux enfrentou Joe Cason em 22 de Julho de 2011, no Strikeforce Challengers: Bowling vs. Voelker III. Ele venceu a luta por finalização devido à golpes no primeiro round. Em sua entrevista pós luta, St. Preux pediu para enfrentar Renato Sobral ou Gegard Mousasi na próxima luta.
St. Preux em seguida enfrentou Gegard Mousasi em 17 de Dezembro de 2011, no Strikeforce: Melendez vs. Masvidal. Ele perdeu a luta por decisão unânime.
St. Preux enfrentou T. J. Cook em 18 de Agosto de 2012, no Strikeforce: Rousey vs. Kaufman. Ele venceu a luta por nocaute no terceiro round com um soco.

### Ultimate Fighting Championship
Em Janeiro de 2013, o Strikeforce foi vendido para a Zuffa, e todos os lutadores da organização foram para o UFC.
St. Preux estreou no UFC em 27 de Abril de 2013 no UFC 159 contra Gian Villante. No terceiro round, St. Preux golpeou Villante no olho direito e o árbitro Kevin Mulhall imediatamente interrompeu a luta, indo então para a decisão. St. Preux venceu por decisão majoritária.
St. Preux enfrentou Cody Donovan em 17 de Agosto de 2013 no UFC Fight Night: Shogun vs. Sonnen e venceu por nocaute no primeiro round.
St. Preux era esperado para enfrentar o brasileiro Thiago Silva em 15 de Janeiro de 2014 no UFC Fight Night: Rockhold vs. Philippou em janeiro de 2014. Porém, a luta foi cancelada devido à uma lesão.
A luta com Silva foi remarcada para 15 de Março de 2014 no UFC 171. Porém, após Silva ser preso, a luta foi novamente cancelada. Para substituir Thiago na luta foi chamado Nikita Krylov, que desceu de categoria pela primeira vez. St. Preux venceu com certa facilidade por finalização no primeiro round.
St. Preux enfrentou o canadense Ryan Jimmo em 14 de Junho de 2014 no UFC 174, no Canadá e venceu por finalização no segundo round. Dias após a vitória, foi anunciado que St. Preux enfrentaria Ryan Bader em 16 de Agosto de 2014 no evento principal do UFC Fight Night: Bader vs. St. Preux. Ovince perdeu por decisão unânime.
St. Preux era esperado para enfrentar Rafael Cavalcante em 8 de Novembro de 2014 no UFC Fight Night: Shogun vs. St. Preux. No entanto, uma lesão tirou Cavalcante da luta e ele foi substituído por Francimar Barroso. No entanto, Jimi Manuwa que enfrentaria Maurício Rua no evento principal se lesionou e Ovince foi colocado para enfrentar o veterano Rua. Ele venceu a luta por nocaute técnico em meio minuto de luta, chocando o mundo todo.
St. Preux enfrentou Patrick Cummins em 18 de Abril de 2015 no UFC on Fox: Machida vs. Rockhold. Ele venceu a luta por nocaute no primeiro round.
St. Preux fez a luta principal do UFC Fight Night: Teixeira vs. St. Preux contra o ex-desafiante Glover Teixeira em 8 de Agosto de 2015. Ele foi derrotado por finalização com um mata leão no terceiro round. Apesar da derrota, St. Preux ganhou o prêmio de Luta da Noite.
St. Preux enfrentou o brasileiro Rafael Cavalcante em 6 de Fevereiro de 2016 no UFC 196.Ele venceu a luta por decisão unanime mesmo com o pè machucado logo no inicio do 1 round.
St. Preux lutará pelo título interino dos meio-pesados contra o americano Jon Jones em 23 de abril de 2016 no UFC 197 após Daniel Cormier apresentar uma lesão no pé.

## Cartel no MMA
| Cartel no MMA   |             |             |
| 41 lutas        | 25 vitórias | 16 derrotas |
| Por nocaute     | 12          | 4           |
| Por finalização | 8           | 3           |
| Por decisão     | 5           | 9           |

| Res.    | Cartel | Oponente               | Método                                 | Evento                                                | Data       | Round | Tempo | Local                       | Notas |
| ------- | ------ | ---------------------- | -------------------------------------- | ----------------------------------------------------- | ---------- | ----- | ----- | --------------------------- | --- |
| Derrota | 25-16  | Tanner Boser           | Nocaute (joelhada e socos)             | UFC Fight Night: Gane vs. Volkov                      | 26/06/2021 | 2     | 2:31  | Las Vegas, Nevada           | |
| Derrota | 25-15  | Jamahal Hill           | Nocaute Técnico (joelhadas e socos)    | UFC on ESPN: Hermansson vs. Vettori                   | 05/12/2020 | 2     | 3:37  | Las Vegas, Nevada           | Luta em Peso Casado; Saint Preux não bateu o peso.                                                                                      |
| Vitória | 25-14  | Alonzo Menifield       | Nocaute (soco)                         | UFC Fight Night: Overeem vs. Sakai                    | 05/09/2020 | 2     | 4:07  | Las Vegas, Nevada           | Retornou aos Meio Pesados; Quebrou o recorde de mais vitórias por nocautes ou finalizações nos Meio Pesados (11). Performance da Noite. |
| Derrota | 24-14  | Ben Rothwell           | Decisão (dividida)                     | UFC Fight Night: Smith vs. Teixeira                   | 13/05/2020 | 3     | 5:00  | Jacksonville, Flórida       | Estreia nos Pesados. |
| Vitória | 24-13  | Michał Oleksiejczuk    | Finalização (von flue)                 | UFC Fight Night: Hermansson vs. Cannonier             | 28/09/2019 | 2     | 2:14  | Copenhague                  | Performance da Noite. |
| Derrota | 23-13  | Nikita Krylov          | Finalização (mata leão)                | UFC 236: Holloway vs. Poirier 2                       | 13/04/2019 | 2     | 2:30  | Atlanta, Georgia            | |
| Derrota | 23-12  | Dominick Reyes         | Decisão (unânime)                      | UFC 229: Khabib vs. McGregor                          | 06/10/2018 | 3     | 5:00  | Las Vegas, Nevada           | |
| Vitória | 23-11  | Tyson Pedro            | Finalização (chave de braço)           | UFC Fight Night: Cowboy vs. Edwards                   | 23/06/2018 | 1     | 2:54  | Kallang                     | Performance da Noite. |
| Derrota | 22-11  | Ilir Latifi            | Finalização Técnica (guilhotina em pé) | UFC on Fox: Emmett vs. Stephens                       | 24/02/2018 | 1     | 3:48  | Orlando, Florida            | |
| Vitória | 22-10  | Corey Anderson         | Nocaute (chute na cabeça)              | UFC 217: Bisping vs. St.Pierre                        | 04/11/2017 | 3     | 1:25  | Nova Iorque, Nova Iorque    | Performance da Noite. |
| Vitória | 21-10  | Yushin Okami           | Finalização Técnica (von flue)         | UFC Fight Night: Saint Preux vs. Okami                | 23/09/2017 | 1     | 1:50  | Saitama                     | Performance da Noite. |
| Vitória | 20-10  | Marcos Rogério de Lima | Finalização (von flue)                 | UFC Fight Night: Swanson vs. Lobov                    | 22/04/2017 | 2     | 2:11  | Nashville, Tennessee        | |
| Derrota | 19-10  | Volkan Oezdemir        | Decisão (dividida)                     | UFC Fight Night: Bermudez vs. Korean Zombie           | 04/02/2017 | 3     | 5:00  | Houston, Texas              | |
| Derrota | 19-9   | Jimi Manuwa            | Nocaute (soco)                         | UFC 204: Bisping vs. Henderson II                     | 08/10/2016 | 2     | 2:38  | Manchester                  | |
| Derrota | 19-8   | Jon Jones              | Decisão (unânime)                      | UFC 197: Jones vs. Saint Preux                        | 23/04/2016 | 5     | 5:00  | Las Vegas, Nevada           | Pelo Cinturão Peso Meio Pesado Interino do UFC.                                                                                         |
| Vitória | 19-7   | Rafael Cavalcante      | Decisão (unânime)                      | UFC Fight Night: Hendricks vs. Thompson               | 06/02/2016 | 3     | 5:00  | Las Vegas, Nevada           | |
| Derrota | 18-7   | Glover Teixeira        | Finalização (mata leão)                | UFC Fight Night: Teixeira vs. St. Preux               | 08/08/2015 | 3     | 3:10  | Nashville, Tennessee        | Luta da Noite. |
| Vitória | 18-6   | Patrick Cummins        | Nocaute Técnico (socos)                | UFC on Fox: Machida vs. Rockhold                      | 18/04/2015 | 1     | 4:54  | Newark, New Jersey          | |
| Vitória | 17-6   | Maurício Rua           | Nocaute Técnico (socos)                | UFC Fight Night: Shogun vs. St. Preux                 | 08/11/2014 | 1     | 0:34  | Uberlândia                  | Performance da Noite. |
| Derrota | 16-6   | Ryan Bader             | Decisão (unânime)                      | UFC Fight Night: Bader vs. St. Preux                  | 16/08/2014 | 5     | 5:00  | Bangor, Maine               | |
| Vitória | 16-5   | Ryan Jimmo             | Finalização (kimura)                   | UFC 174: Johnson vs. Bagautinov                       | 14/06/2014 | 2     | 2:10  | Vancouver, British Columbia | |
| Vitória | 15-5   | Nikita Krylov          | Finalização Técnica (von flue)         | UFC 171: Hendricks vs. Lawler                         | 15/02/2014 | 1     | 1:29  | Dallas, Texas               | Performance da Noite. |
| Vitória | 14-5   | Cody Donovan           | Nocaute (socos)                        | UFC Fight Night: Shogun vs. Sonnen                    | 17/08/2013 | 1     | 2:07  | Boston, Massachusetts       | |
| Vitória | 13-5   | Gian Villante          | Decisão Técnica (majoritária)          | UFC 159: Jones vs. Sonnen                             | 27/04/2013 | 3     | 0:33  | Newark, New Jersey          | Estreia no UFC. |
| Vitória | 12-5   | T.J. Cook              | Nocaute (soco)                         | Strikeforce: Rousey vs. Kaufman                       | 18/08/2012 | 3     | 0:20  | San Diego, California       | |
| Derrota | 11-5   | Gegard Mousasi         | Decisão (unânime)                      | Strikeforce: Melendez vs. Masvidal                    | 17/12/2011 | 3     | 5:00  | San Diego, California       | |
| Vitória | 11-4   | Joe Cason              | Finalização (socos)                    | Strikeforce Challengers: Voelker vs. Bowling III      | 22/07/2011 | 3     | 5:00  | Las Vegas, Nevada           | |
| Vitória | 10-4   | Ron Humphrey           | Decisão (unânime)                      | Strikeforce Challengers: Woodley vs. Saffiedine       | 07/01/2011 | 3     | 5:00  | Nashville, Tennessee        | |
| Vitória | 9-4    | Benji Radach           | Decisão (unânime)                      | Strikeforce: Henderson vs. Babalu II                  | 04/12/2010 | 3     | 5:00  | St. Louis, Missouri         | |
| Vitória | 8-4    | Antwain Britt          | Decisão (unânime)                      | Strikeforce Challengers: Wilcox vs. Ribeiro           | 19/11/2010 | 3     | 5:00  | Jackson, Mississippi        | |
| Vitória | 7-4    | Jason Day              | Nocaute (soco)                         | EFC 5 - Summer Rumble                                 | 24/07/2010 | 1     | 0:08  | Lloydminster, Saskatchewan  | |
| Vitória | 6-4    | Claudio Cunha Godoy    | Nocaute Técnico (lesão no braço)       | Washington Combat - Battle of the Legends             | 15/05/2010 | 1     | 5:00  | Washington, D.C.            | |
| Vitória | 5-4    | Chris Hawk             | Nocaute Técnico (socos)                | Strikeforce: Nashville                                | 17/04/2010 | 1     | 0:47  | Nashville, Tennessee        | Estreia no Strikeforce |
| Vitória | 4-4    | Brett Chism            | Nocaute Técnico (socos)                | GTO Cage Fights                                       | 10/02/2010 | 1     | 1:15  | Griffin, Georgia            | |
| Derrota | 3-4    | Virgil Zwicker         | Nocaute Técnico (socos)                | Top Combat Championship 1                             | 29/09/2009 | 2     | 0:46  | San Juan                    | |
| Derrota | 3-3    | Nik Fekete             | Decisão (unânime)                      | First Class Fight 2                                   | 05/09/2009 | 2     | 5:00  | Oranjestad, Aruba           | |
| Vitória | 3-2    | Jonathan Smith         | Finalização (mata leão)                | Vendetta Fighting Championship - A Night of Vengeance | 05/09/2009 | 1     | 0:46  | Oranjestad, Aruba           | |
| Vitória | 2-2    | Ombey Mobley           | Finalização (calf slicer)              | XFC 8 - Regional Conflict                             | 25/04/2009 | 1     | 2:36  | Knoxville, Tennessee        | |
| Vitória | 1-2    | Robert Turner          | Nocaute (chute na cabeça)              | XFC 7 - School of Hard Knox                           | 20/02/2009 | 1     | 2:36  | Knoxville, Tennessee        | |
| Derrota | 0-2    | Ray Lizama             | Decisão (unânime)                      | Shark Fights 2                                        | 13/12/2008 | 3     | 5:00  | Amarillo, Texas             | |
| Derrota | 0-1    | Rodney Wallace         | Decisão (unânime)                      | VFC 1 - Vengeance Fighting Championship 1             | 27/09/2008 | 3     | 5:00  | Concord, Carolina do Norte  | Estreia no MMA Profissional |